# Jambelí (Archipel)
Der Archipel Jambelí befindet sich vor der Pazifikküste von Südwest-Ecuador und dem äußersten Norden von Peru. Die Inseln bedecken eine Landfläche von etwa 251,9 km². Beim Zensus 2010 lag die Einwohnerzahl bei 1718.

## Lage
Der Archipel wird von einer Meeresstraße vom Festland getrennt. Der südwestliche Teil der Meeresstraße heißt „Canal de Capones“, der mittlere Abschnitt heißt „Estero Grande“ sowie der nordöstliche Teil „Estero Santa Rosa“. Der Archipel besteht aus sechs Hauptinseln, die durch meist schmale Meeresstraßen voneinander getrennt sind. Politisch gehört die Inselgruppe zum Kanton Santa Rosa der ecuadorianischen Provinz El Oro. Früher gehörten alle sechs Hauptinseln zur Parroquia rural Jambelí. Im Jahr 2002 wurde die Insel Jambelí aus der Parroquia rural ausgegliedert und bildet seither die Parroquia urbana satélite Balneario Jambelí.

## Inseln
Die sechs Hauptinseln sind von Westen nach Osten:
- Isla Payana (⊙) – 20,9 km²
- Isla Tembleque (⊙) – 36,3 km²
- Isla Chupadores (⊙) – 83,2 km²
- Isla Patria oder Isla Huacas (⊙) – 15,2 km²
- Isla Pongal (⊙) – 65 km²
- Isla Jambelí (⊙) – 23,4 km²

Zu den kleineren 12 Inseln gehören:
- Isla Callejones (⊙)
- Isla Chalaquera (⊙)
- Isla Gato (⊙)
- Isla La Bartola (⊙)
- Isla La Bartola Chica (⊙)
- Isla La Burra (⊙)
- Isla Las Piedras (⊙)
- Isla Pollos (⊙)
- Isla Puercos (⊙)
- Isla Róbalo (⊙)
- Isla San Antonio (⊙)
- Isla Vacas (⊙)

## Siedlungen
In der Parroquia Jambelí gibt es fünf Orte: Costa Rica (⊙) und Bellavista (⊙) auf der Isla Tembleque, Las Huacas (⊙) und Pongalillo (⊙) auf der Isla Patria oder Isla Huacas sowie Las Casitas (⊙) auf der Isla Chupadores. Auf der Isla Jambelí befindet sich das Seebad Balneario Jambelí (⊙).

## Wirtschaft und Ökologie
Etwa 40 Prozent der Landfläche sind Zuchtbecken für Garnelen. Etwa 30 Prozent werden von Mangrove bedeckt.